# Bohuslav Hubený
Pplk. Bohuslav Hubený (též Timothy Hubeny, 2. srpna 1910 Dvůr Králové nad Labem – 15. února 1985 Anglie) byl palubním střelcem 311. československé bombardovací perutě RAF.

## Život

### Před druhou světovou válkou
Bohuslav Hubený se narodil 2. srpna 1910 ve Dvoře Králové nad Labem v rodině Aloise Hubeného a Marie, rozené Paulusové, ovdovělé Vainerové. Vyučil se mechanikem a od svých osmnácti let žil v Kanadě, kam odešel za příslibem příbuzného, že po něm zdědí farmu. Slib naplněn nebyl, přesto získal pozemek, na kterém hospodařil.

### Druhá světová válka
Bohuslav Hubený nastoupil vojenskou službu v kanadské armádě 28. července 1942 a jako mechanik byl zařazen k Royal Air Force. Dne 2. září téhož roku byl přeřazen k československé armádě v zahraničí k pěší výcvikové rotě, aby o dva týdny byl opět přeložen k letectvu. Dne 26. září mu byl oficiálně prezidentem republiky Edvardem Benešem povolen vstup do československé armády. V prosinci 1942 nastoupil k výcviku na palubního střelce a dále k výcviku leteckých posádek, které absolvoval mj. na Bahamách. V říjnu 1943 k 311. československé bombardovací peruti, která prováděla převážně protiponorkové hlídkové lety na oceánem. Během léčby zranění se seznámil se zdravotní sestrou Forence Margaret Gillovou, se kterou se 14. listopadu 1943 oženil. Dne 5. února 1944 absolvoval první operační let, v únoru 1945 poslední. Dne 28. března 1945 byl propuštěn ke kanadskému letectvu.

### Po druhé světové válce
Po skončení druhé světové války žil Timothy Hubeny v Manchesteru. Pracoval mj. jako recepční hotelu, třikrát navštívil Československo. Zemřel 15. února 1985 v Anglii. Urnu s jeho popelem zaslala na jeho přání manželka bratrovi do Československa, který ji nechal uložit do rodinného hrobu na hřbitově v Nechanicích, Novopackého ulici.

## Ocenění

### Vyznamenání
- Československý válečný kříž 1939
- Československá medaile Za chrabrost před nepřítelem
- Československá medaile za zásluhy I. stupně
- Pamětní medaile československé armády v zahraničí
- Hvězda 1939–1945
- Hvězda Atlantiku
- Britská medaile Za obranu
- Válečná medaile 1939–1945

### Posmrtná ocenění
- Bohuslav Timothy Hubený byl in memoriam povýšen do hodnosti podplukovníka